# Cato Polemídia
Cato Polemídia (em grego:  Κάτω Πολεμίδια; em turco:  Aşağı Binatlı) é uma cidade localizada no distrito de Limassol, com população de 22,369 habitantes pelo censo de 2011.